# Badegoulien
Objets typiques
raclettes, débitage d'éclats

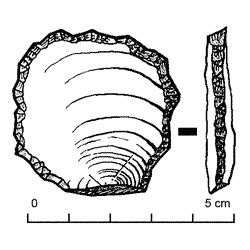
Raclette badegoulienne

Le Badegoulien, aussi appelé protomagdalénien, est une culture matérielle de la seconde moitié du Paléolithique supérieur, succédant au Solutréen et correspondant à l'ancienne dénomination « Magdalénien ancien ». Définie à partir des caractéristiques de son industrie lithique, elle se différencie nettement du Magadalénien stricto sensu du point de vue technique (débitage d'éclats fins servant de supports aux raclettes, utilisation d'éclats comme nucléus) et typologique (présence de raclettes, de grattoirs, de rares burins, pointes à crans et lamelles à dos). Les différences sont également perceptibles au niveau du travail des matières dures animales, en particulier du bois de renne, débité par percussion,.
Il est précédé par le Solutréen (22 000 à 17 000, en France et en Espagne). Faisant suite au Badegoulien en Europe, le Magdalénien marque la fin du Paléolithique supérieur.

## Site éponyme
Il est nommé d'après le site de Badegoule,,,,, sur la commune du Lardin-Saint-Lazare en Dordogne.

## Historique
Dans les débuts de son étude, le Badegoulien est appelé Magdalénien ancien ou inférieur. Il en est déjà question dans la première moitié du vingtième siècle avec Henri Breuil (1912), qui lui reconnaît « un changement radical avec les temps précédents ; les éclats de silex sont massifs, lourds, mal venus, souvent de mauvaise qualité, mal retouchés, parfois d’une manière presque éolithique ; les outils de fortune, perçoirs, coches, burins sur éclats quelconques sont abondants. Quelle différence avec les beaux silex si finement éclatés et retouchés, en roche soigneusement sélectionnée, du Solutréen supérieur ! ». Denis Peyrony en parle aussi.
Le Dr Cheynier (1930) baptise et définit son élément typologique le plus original : la raclette,. Delarue et Vignard (1964) créent le terme « Badegoulien ».
Le Dr Jacques Allain (1967) en fait la définition et l'analyse technologique, typologique et culturelle, à partir de ses fouilles de l'abri Fritsch (Pouligny-Saint-Pierre, vallée de la Creuse, Indre). Il adopte le nom de Delarue & Vignard : « Force est bien, malgré notre répugnance à compliquer la terminologie, de recourir au terme si heureusement proposé par Delarue et Vignard, de Badegoulien ».

## Chronologie
Selon Castel & Chauvière (2007), « la phase archaïque du Badegoulien s’étendrait d'environ 18 500 à 17 000 ans BP et la phase récente (à raclettes) de 17 000 à 16 000 BP avec quelques indices jusque vers 15 000 BP ». entre le Solutréen et le Magdalénien moyen, et après le dernier maximum glaciaire, à une époque où les températures commencent à remonter doucement tout en restant encore froides.

## Extension géographique
On trouve des sites badegouliens principalement en France entre Loire et Garonne, avec quelques représentants au nord et au sud de cette zone.
Selon certains auteurs, le Badegoulien serait également présent en Suisse, en Allemagne (Igstadt, Zoitzberg, Bockstein-Törle) de même qu'en Autriche (Grubgraben, Langmannersdorf, Saladorf et Rosenburg) et en République Tchèque (Stránská skála, Česká Lípa) parfois associé à un Épigravettien de datation généralement plus ancienne. Le Sagvarien de Hongrie est parfois considéré proche des cultures plus occidentales de la même période.
En 2007 la question reste posée de sa présence en Belgique (gisements de Goyet, Moha et Engihoul).

## Faciès régionaux
Des recherches menées par analyse multidimensionnelle ont mis en évidence une variabilité géographique du Badegoulien, : 
- faciès méditerranéen à grattoirs, lames retouchées et outils archaïques ;
- faciès cantabrique à encoches et denticulés, grattoirs, burins et lames retouchées ;
- faciès aquitain, au sein duquel une structuration en deux phases chronologiques est observée :
  - phase ancienne à encoches-denticulés, perçoirs et becs, et burins transversaux ;
  - phase récente à raclettes abondantes.

## Types de sites
Après le dernier maximum glaciaire (environ 26 000 à 19 000 ans avant le présent), les zones d'implantation des sites se modifient. Les sites en plein air se multiplient au Badegoulien, avec le début du réchauffement climatique : ils forment pendant cette période 62% du total, au lieu de 25% en moyenne au Paléolithique supérieur. Le nombre des sites en altitude augmente également, pour la même raison. Les 10% des sites les plus élevés sont à une altitude de 474 mètres au Badegoulien, contre 342 mètres au Solutréen. Enfin, la répartition géographique des sites tend à devenir plus uniforme dans l'espace, alors que leur concentration était maximale pendant le dernier maximum glaciaire.

## Principaux sites

### France
Les sites de référence du Badegoulien sont essentiellement situés dans le quart sud-ouest de la France : Laugerie-Haute Est, et Badegoule en Dordogne, Cassegros, Pégourié,, les Peyrugues et le Cuzoul de Vers dans le Quercy (Lot et Lot-et-Garonne) et en plein air en Gironde à Casevert, la Bertonne, Maubin, Birac et Houleau. Il est également présent en stratigraphie à l'abri Fritsch aux Roches de Pouligny-Saint-Pierre (Indre), dans le centre de la France, au Rond du Barry et au Blot en Auvergne. 
On le retrouve dans le bassin parisien au gisement du Bois des Beauregards dans la vallée du Loing près de Nemours (Seine-et-Marne) (la plus grosse concentration de gisements badegouliens du nord de la France, avec ses sept sites) ; à Chaintréauville juste en face des Beauregards ; à Ballancourt (Essonne) ; au Poron des Cuèches à Nan-sous-Thil (Côte-d'Or) ; au Mont-Saint-Aubin à Oisy (Nièvre).
Il est signalé en Languedoc-Roussillon à Bize, Camparnaud (Vers-Pont-du-Gard), Lassac et la Rivière, dans un contexte chrono-stratigraphique restant à définir précisément.
Les industries de quelques sites stratifiés de référence restent malheureusement encore inédites près de 20 ans après leurs fouilles, comme l'abri Casserole aux Eyzies de Tayac (Dordogne),, les Jamblancs, à Bourniquel (Dordogne ; fouilles J.J. Cleyet-Merle), malgré des analyses technologiques éparses, partielles ou inédites.

### Espagne
Le Badegoulien est représenté en Espagne méditerranéenne au Parpallo,, et dans les Cantabres à la Riera, el Cierro, el Castillo, Cova Rosa, Cueto de la Mina, la Lloseta, Rascaño et Las Caldas,,,.

### Suisse
Le Badegoulien est attesté également dans un seul gisement suisse fouillé entre 1948 et 1950 par W. Keller et Th. Schweizer. La couche moyenne de la Kastelhöhle-Nord dans le canton de Soleure a livré une industrie à éclats frustes, comptant un total de 260 vestiges. Les outils lithiques présents sont les grattoirs, les perçoirs multiples, des becs, des pièces esquillées, et surtout des raclettes caractéristiques du Badegoulien. Trois datations C14 ont donné les dates suivantes : 18 530 +/- 150 BP, 19 200 +/- 150 BP et 19 620 +/- 140 BP, soit un âge un peu plus ancien que le Badegoulien français.[réf. nécessaire]

## Sites externes
- « Badegoule », sur inpn.mnhn.fr (consulté en juin 2021).